# Ystad
Ystad város Svédország déli részén, Skåne megyében. Ystad község központja.

## Történelem

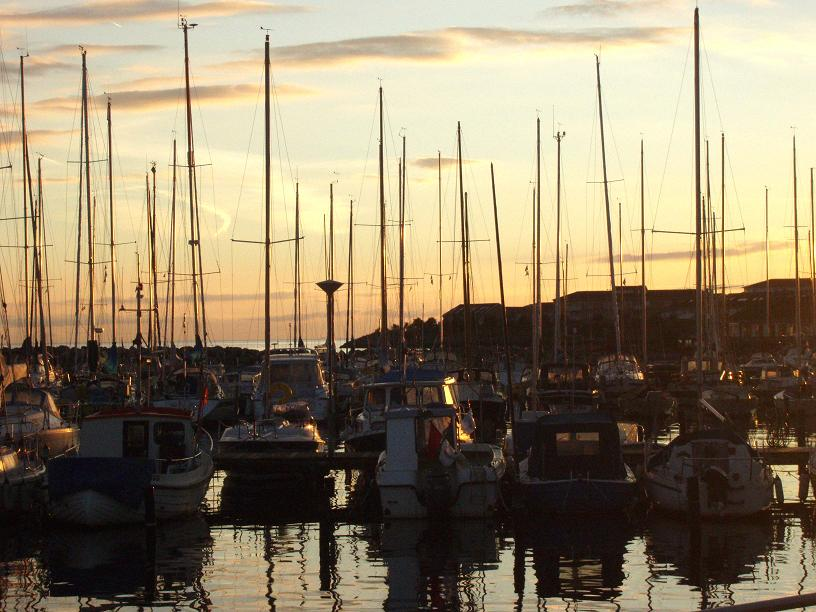
A kikötő

A települést először 1244-ben említik. 1267-ben a ferencesek alapítottak itt kolostort (Gråbrödraklostret). Ystad a 14. században a Hanza Szövetség tagja lett. Az 1599-es oklevél jogosította rá, hogy ökröket exportáljon.
A város 1658-ban – Skåne tartomány többi részével együtt – Dániától Svédországhoz került a Roskildei béke értelmében. Ebben az időben 1600 lakosa volt, 1850-re azonban már 5000 főre nőtt a népessége. 1866-ban megépült a vasút, és az 1890-es évekre népessége 10 000 főre emelkedett.

## Közlekedés
A várost érinti az E65-ös európai út, valamint az EV10-es EuroVelo kerékpáros túraútvonal. Rendszeres vasúti összeköttetése van Malmö, Simrishamn és Koppenhága felé.
A második világháború után kompjáratok indultak Lengyelországba (Świnoujście és Bornholmra (Rønne).